# Чиказькі хлопці
Чиказькі хлопці (англ. Chicago Boys; ісп. Chicos de Chicago) — група чилійських економістів, які в 1956–1970 роки навчались переважно в Чиказькому університеті де на них вплинули ідеї Фрідріха фон Хайєка і Мілтона Фрідмана. Вони брали участь в розробці та втіленні економічних та соціально-політичних перетворень в Чилі під час правління Августо Піночета. Ці економісти були прибічниками вільного ринку, який вони намагались створити шляхом приватизації та дерегуляції.
Через особливості політичних умов диктатури, докорінні перетворення вдавалось втілювати, спочатку, без особливого спротиву. Багато як критиків, так і прихильників реформ вважали їх важливим випробуванням в реальних умовах політики монетаризму та економічного лібералізму. Також економістів чиказької школи в інших країнах Латинської Америки, які мали деякий вплив, часто називають «чиказькими хлопчиками».

## Освіта та організація
Група економістів отримала назву «чиказькі хлопці» через відомі зв'язки з економічним факультетом Чиказького університету, попри те, що не всі вони там навчались. Четверо з 26 названих Патрісіо Сільва впливових чиказьких хлопців навчались в інших американських університетах. Група визначила для себе спільну мету: замінити домінуючу в Чилі структуралістську економічну політику вченнями Чиказької школи економіки. Економічний структуралізм в країнах Латинської Америки був тісно пов'язаний з CEPAL (Comisión Económica para América Latina y el Caribe) під керівництвом Рауля Пребіша та зі штаб-квартирою в Сантьяго. Ця парадигма щільно пов'язана з теорією залежності, яка має досить помітну марксистську орієнтацію На відміну від монетаризму Чиказької школи були латиноамериканських структуралістів (структуралістів економічної політики) вважають, що відкриті ринки і міжнародний поділ праці через очікуване погіршення умов торгівлі в довгостроковій перспективі матиме згубні наслідки для країн, що розвиваються на периферії світової економіки, і що тільки один активний Індустріалізація політика може знизити залежність від центру. Ця стратегія називається імпортозамінною індустріалізацією.
Завдяки спільному досвіду та особистим стосункам чиказькі хлопці були щільно згуртовані. Тому під час правління Піночета їм вдалось діяти разом, що також було однією з причин їхнього успіху. Однак, як група економістів зі спільними політичними поглядам, Чиказькі хлопці утворились тільки після повернення до Чилі. Серед випускників програм обміну студентів з Чикаго були і такі, як, наприклад, Рікардо Френч-Девіс і Карлос Массад, політичні погляди яких відрізнялись від поглядів Чиказьких хлопців, і тому до цієї групи економістів їх не зараховують.

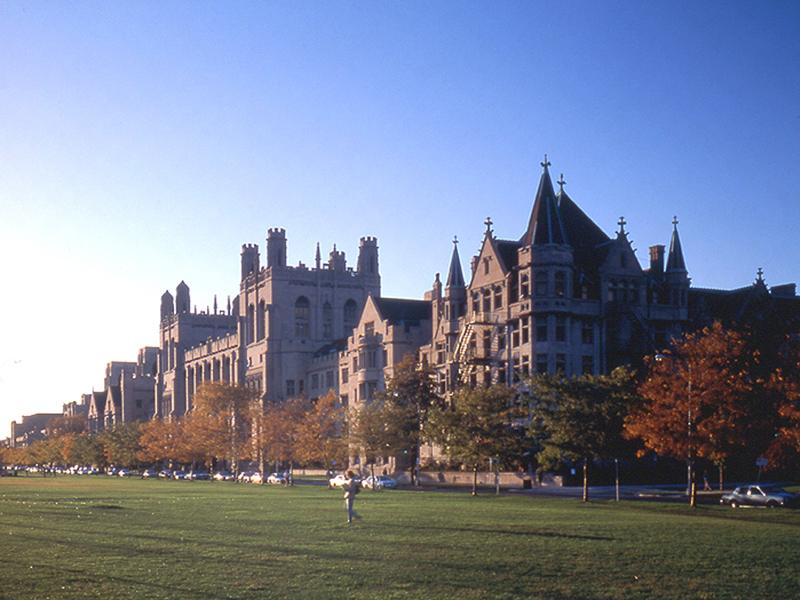
Університет Чикаго

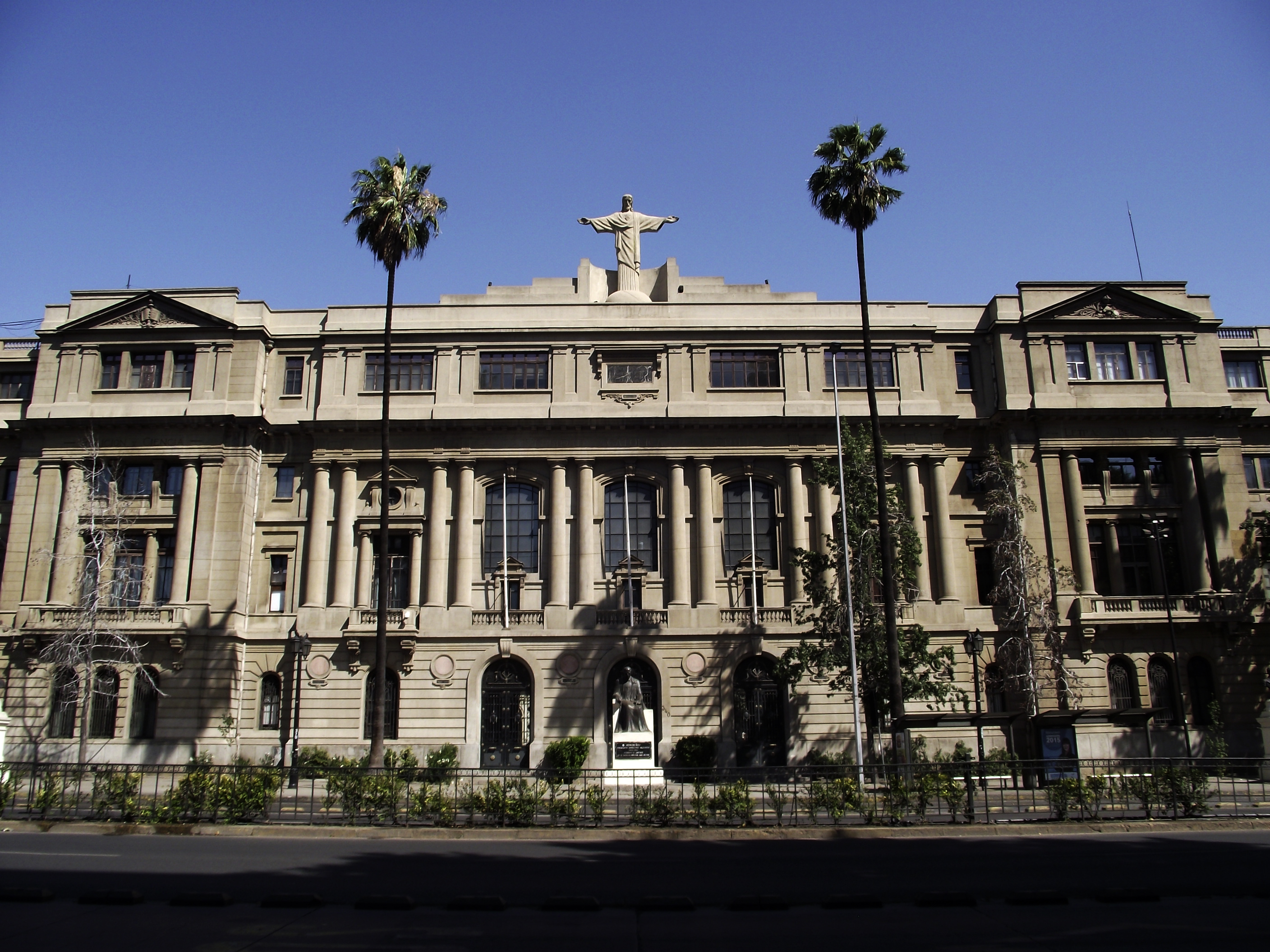
Католицький університет Чилі

Чилійські економісти отримували освіту в Чиказькому університеті завдяки програмі обміну студентами, яка діяла на основі домовленості між чилійським Католицьким університетом (Universidad Católica de Chile), Чиказьким університетом, та американським державним агентством з міжнародного співробітництва (нині USAID). Фонд Форда надавав фінансову підтримку наступним програмам. Домовленості були досягнуті завдяки ініціативі політика Альбіона Паттерсона та чиказького економіста Теодора У. Шульца. Шульц, переконаний у вірності розробленої ним теорії людського капіталу, вважав, що розвиток країн Латинської Америки можливий лише за рахунок поліпшення рівня освіти. Паттерсон і Шульц спочатку звернулись з пропозицією до Універсідад де Чилі, але через структуралістський ухил університету, та перетворення в 1950-х роках економічного факультету в Чикаго на окрему школу економіки, ексклюзивна співпраця між ними була неможлива. Натомість, декан факультету економіки та соціології в Католицькому університеті прагнув модернізувати та підвищити рівень свого факультету, і з цією метою погодився співпрацювати з Чиказьким університетом.
За 1956–1964 роки зі 100 студентів, які взяли участь в програмі, 26 були з Чилі. Деякі студенти з цієї, першої, хвилі, пізніше стали професорами в Католицькому університеті, один з перших студентів, Сергіо де Кастро, став деканом факультету економіки. Під керівництвом професорів Чиказького університету факультет був повністю реформований. За підтримки Фонду Рокфеллера Кастро, та інші чиказькі хлопці стали викладати економіку в Аргентині та Колумбії. Ключову роль у втіленні програми обміну студентами відіграв Арнольд Харбергер, якому довелось починаючи з 1955 р часто бувати у відрядженні в Чилі. Мілтон Фрідман, однак, не мав на стільки щільного контакту з чиказькими хлопцями, навіть попри те, що багато з них слухали його лекції, а деякі навіть відвідували семінар «гроші та банки». Економічний факультет Чиказького університету стали вважати окремою економічною школою з кінця 1950-х років, за словами Джорджа Стіґлера, характерними для нової школи були монетаризм, неокласична теорія цін, та скептичне ставлення до державного регулювання. Джордж П. Шульц описав клімат на факультеті як наповнений суперечками та відкритими дебатами між студентами та викладачами.
Чиказькі хлопці, як політично вагома група з'явились в середині 1960-х років через опозицію студентським протестам в Католицькому університеті. Згодом чиказькі хлопці налагодили контакти з Християнсько-демократичною партією та Незалежним демократичним рухом Хайме Гусмана. Так звані Gremialistas (Незалежний демократичний рух) мали досить консервативні, католицькі та корпоративістські погляди. Цей рух мав сильне представництво в Католицькому університеті та добрі зв'язки з чиказькими хлопцями та разом з ними здобув політичний вплив в часи режиму Піночета. Найбільшу суспільну підтримку чиказькі хлопці мали серед підприємців, орієнтованих на міжнародні ринки. Банкір та власник консервативної газети El Mercurio Агустін Едварді Істман створив в 1968 році «Центр соціальних та економічних досліджень» (CESEC), в якому працювало багато чиказьких хлопців. Крім того, в El Mercurio з'явився економічний блок, для якого писали статті також чиказькі хлопці. За спогадами Рольфа Людерса, в дискусіях 1960-х років чиказькі хлопці повністю уникали політичних дискусій, оскільки вважали, що економічна політика не може бути предметом домовленостей, так само як наука не може бути предметом домовленостей.
В 1970 році група приєдналась до «нових правих» та підтримала на виборах президента консервативного Хорхе Алесандрі проти Сальвадора Альєнде. Під час президентства Альєнде у видавництві El Mercurio щопонеділка відбувались регулярні зустрічі опозиційних підприємців та представників опозиційної преси. В очікуванні державного перевороту ця група розробила програму реформ у вигляді політичного маніфесту. Десять економістів, серед них восьмеро були випускниками Чиказького університету працювали над маніфестом, який отримав назву El Ladrillo (Цеглина, через його розмір). Цей маніфест потім був використаний чиказькими хлопцями при втіленні їхніх реформ.

## Економічна політика

### Початковий стан справ

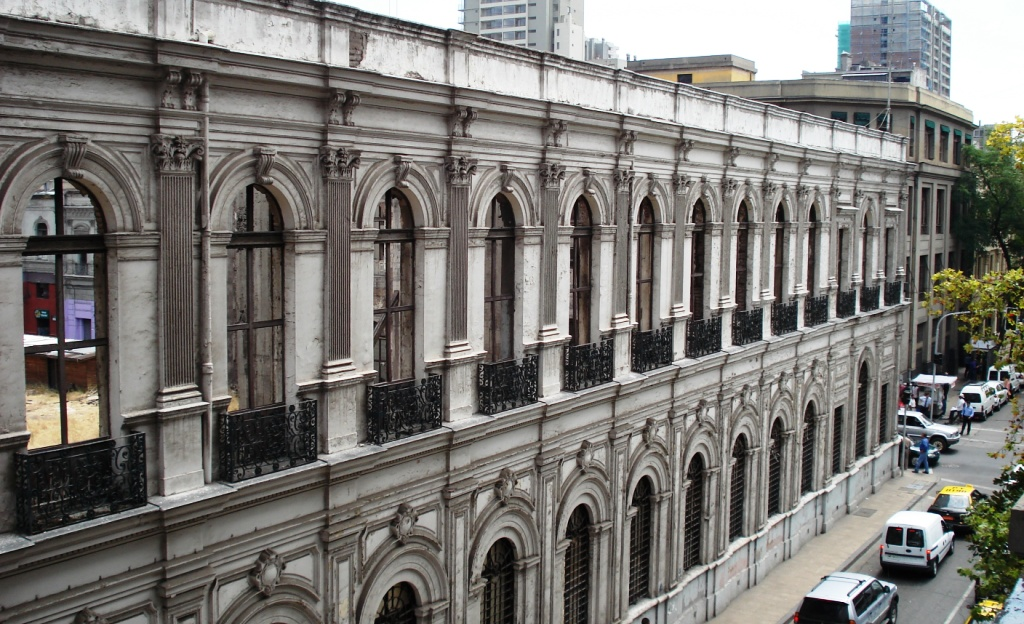
Будинок, де знаходилась «El Mercurio» в Сантьяго з 1902 по 1983 рік: за правління Альєнде тут щопонеділка відбувались зустрічі опозиції. Після перевороту та приходу до влади Піночета, член наглядової ради «El Mercurio» Ернан Кубілло допоміг встановити контакти з чиказьким хлопцями.

В 1950-х та 1960-х роках в Чилі домінували погляди структуралізму та ECLAC в промисловій і економічній політиці. Заради зміцнення країни перед викликами світового ринку, уряд вдався до протекціонізму та індустріалізації.
Обрання в 1970 році Сальвадора Альєнде запустило соціалістичні перетворення в економіці. Розпочалась націоналізація підприємств, зокрема, в банківському секторі та видобутку міді, стрімко зросли державні видатки та регулювання цін. Націоналізація торкнулась багатьох іноземних, в тому числі, американських, підприємств. Представники промисловості вимагали від американського уряду запровадити економічні санкції проти Чилі, однак, офіційне ембарго не було оголошено. Натомість, спільно з американськими підприємствами в Чилі, вони намагались заморозити видачу іноземних кредитів та допомоги на розвиток. Через спричинену, зокрема, цими санкціями кризу, відбувся страйк водіїв вантажівок. Це запустило в рух послідовність подій, які призвели до державного перевороту та скидання Альєнде. Однак, досі залишається суперечливим питання, чи саме політика так званої «невидимої блокади» послужила причиною падіння Альєнде. Так, американський політолог Пол Е. Зигмунд вважає, що вжиті президентом Ніксоном заходи у відповідь на націоналізацію американських підприємств були відносно м'якими. Основною причиною високих темпів інфляції та зростання напруженості в суспільстві була політична програма Альєнде. Критики тверджень Зигмунда вважають, що визнавши, в принципі, вплив санкцій, він в підсумку «за деревами не помітив лісу». Навіть сам Зигмунд визнавав, що без зовнішнього впливу протести проти Альєнде не могли би так швидко розростись та тривати так довго.
В 1973 році інфляція досягла високих темпів. Хоча економічне зростання в перший рік правління Альєнде досягло 7.7 %, в 1973 році Чилі пережило рецесію.
Після перевороту у вересні 1973 року всі ключові міністерства були очолені військовими. Без чіткої економічної політики їм не вдалось приборкати інфляцію: темпи інфляції перевищували 100 %. Попри те, що військові виступали проти впровадження соціалізму урядом Альєнде, і тому схилялись до ліберальних поглядів в економіці, їм бракувало зв'язків з громадськістю для набору фахово підготовленого персоналу.
Тому Піночет запросив з колишнього міністра Християнсько-демократичного уряду Едуардо Фрей Монталва. Однак, оскільки він поставив політичні вимоги з відновлення та дотримання прав людини, ці переговори зазнали невдачі. Завдяки Ернану Кубілло, члена наглядової радиEl Mercurio і Роберто Келлі, режимові вдалось встановити контакт з чиказьким хлопцями. Таким чином настав час для втілення окресленого в El Ladrillo плану перетворень. Серхіо де Кастро вдалось переконати генерала Піночета в необхідності ринкових реформ, і до кінця 1974 року Піночет замінив керівництво ключових міністерств на чиказьких хлопців.

### Радикальні реформи 1975–1982 років
В другій половині 1970-х років режиму довелось докласти додаткових зусиль, аби виправити брак демократії економічними досягненнями. Проведені реформи в Чилі вважають випробуванням економічних програм Чиказької школи. Арнольд Харбергер запросив Мілтона Фрідмана від імені Banco Hipotecario de Chile до Чилі в березні 1975 року. Скориставшись нагодою, Фрідман пояснив, що для подолання основних проблем в країні, таких як інфляція й економічний занепад, необхідна «шокова терапія». Повільний, поетапний підхід ризикований тим, що «пацієнт помре раніше, аніж подіють ліки». На особисте прохання Піночета Фрідман написав в Чикаго великого листа з порадами економічних реформ. В квітні 1975 року Піночет створив команду з чотирьох чиказьких хлопців, прибічників «жорсткої лінії»: Серхіо де Кастро був призначений міністром економіки, Хорхе Кауас став міністром фінансів, Пабло Бараона очолив Центральний банк а Роберто Келлі став на чолі відділу планування.

#### Зміст реформ
Того ж місяця чиказькі хлопці почали глибокі перетворення в чилійській економіці шляхом приватизації та дерегуляції.

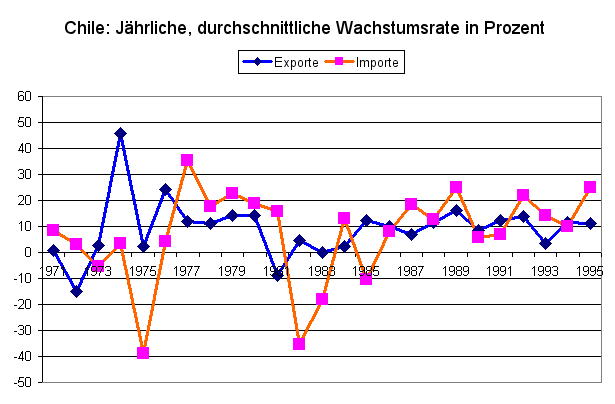
За час правління Піночета істотно збільшились обсяги зовнішньої торгівлі Чилі. Можна також помітити певне скорочення обсягів експорту на початку 1980-х.

На заміну досі пануючої політики заміщення імпорту та індустріалізації прийшла експортно-орієнтована торговельна політика. Були усунені торговельні бар'єри та знятий контроль за цінами, фінансовий ринок було відкрито після глибокої дерегуляції; до кінця 1970-х було лібералізовано рух капіталів. Для підвищення ефективності чилійської економіки з точки зору теорії порівняльних переваг імпортні мита були зменшені з понад 100 % до 10 %. Як наслідок, обсяг експорту істотно зріс. Через ряд причин, в тому числі, переоцінку песо, на початку 1980-х політика вільної зовнішньої торгівлі потрапила в кризу, стрімко зменшився обсяг експорту а дефіциту торгового балансу зріс.
Державний сектор був скорочений, націоналізовані підприємства були повернуті колишнім власникам, державні підприємства були приватизовані. Державна система освіти була частково приватизована. Лише в 1975 році заради приборкання інфляції видатки міністерств, державних установ та закладів освіти були скорочені на 15-25 %. Податкова реформа скоротила частку прямого і прогресивного оподаткування.
В 1979 стартувала програма «Сім модернізацій» (Siete Modernizaciones) якою були запроваджені ринкові реформи не лише в державному секторі, шляхом приватизації, а також і в трудовому кодексі, землеробстві, освіті, охороні здоров'я, соціальному страхуванні та юстиції. В трудовому кодексі було, зокрема, скасовано захист від звільнення та прибрано право на страйки.
Хосе Піньєра попри спротив генералів та опозиції повністю реформував пенсійну систему в Чилі, замість розподільчої солідарної, була створена накопичувальна система, яка отримувала фінансування з інвестування капіталу. Ідея приватизації пенсійної системи народилась в Хосе Піньєра після прочитання книжки Мілтона Фрідмана Капіталізм і свобода, яка вийшла в 1962 році. Замість державної системи охорони здоров'я, була створена система приватного медичного страхування за зразком американської. Починаючи з 1980 року ваучерна система дозволила обирати між державними та приватними навчальними закладами..
До кінця 70-х років темпи інфляції знизилися:
| Рік          | 1973  | 1974  | 1975  | 1976  | 1977 | 1978 | 1979 | 1980 | 1981 | 1982 |
| ------------ | ----- | ----- | ----- | ----- | ---- | ---- | ---- | ---- | ---- | ---- |
| Інфляція (%) | 508,1 | 376,0 | 340,0 | 174,0 | 63,5 | 30,3 | 38,9 | 31,2 | 9,5  | 20,7 |

#### Здійснення реформ
Центральне місце в реалізації реформ відіграло створене в 1967 році національне бюро з планування (ODEPLAN). Спочатку керівником бюро був призначений Роберто Келлі, пізніше його замінив Мігель Каст, якому вдалось в стислий час перетворити ODEPLAN на основний консультативний орган при міністерствах економіки та фінансів. ODEPLAN організувало обмін з Чиказьким університетом та готувало проекти законів. Економічні радники, які дотримувались поглядів чиказької школи економіки, щільно та глибоко співпрацювали з Gremialistas які складались, в основному, з юристів та політиків, та підтримували режим Піночета від самого початку. Також режим дозволив «реформаторам» високий ступінь автономності в проведенні структурних і неоліберальних перетворень.
На думку економістів, залучених в процес реформування та чилійських ЗМІ, радикальні перетворення стали можливими лише завдяки авторитарності правлячого режиму. Спираючись на принципи, розроблені Фрідріхом фон Хаєком в книзі Шлях до кріпацтва, чиказьким хлопцям вдалось передати ліберально-економічні ідеї в суспільну та політичну сфери. Деякі чиказькі хлопці, наприклад Альваро Бардон і Серхіо де Кастро вважали диктатуру ідеальним режимом для забезпечення нейтралітету ринку. Де Кастро, який відігравав провідну роль серед чиказьких хлопців, писав, що «справжня свобода людини може бути гарантована лише авторитарним режимом, який застосовує насильство, яким встановлює для всіх однакові правила».
Заради ефективного втілення реформ довелось усунути деякі установи громадянського суспільства. Так, були розпущені профспілки. Зокрема в 1981 році для проведення реформи медичного страхування була розпущена профспілка лікарів.

#### Роль Чиказької школи
Чиказькі хлопці протягом роботи в уряді Піночета були в щільному контакті з представниками Чиказької школи економіки. Так, окрім Мілтона Фрідмана до Чилі їздив Фрідріх фон Хайєк і Арнольд Харбергер, що викликало в чилійській та міжнародній пресі потужний резонанс. Хайєк був почесним президентом Centro de Estudios Públicos а Фрідман прочитав лекцію на державному телебаченні. 1981 року відбулася регіональна нарада Товариства Монт Пелерин в Вінья-дель-Мар З цього приводу Хайєк в інтерв'ю El Mercurio, виправдовував встановлення диктатури, якщо вона з часом забезпечує економічну свободу як необхідну основу лібералізму. Можна також виправдати і принесення в жертву життя одиниць, заради порятунку більшості. «Єдиним прийнятним моральним мірилом для „розрахунку життів“ […] можуть бути лише приватна власність та договір.».
Попри те, що Мільтона Фрідмана часто асоціюють з чиказькими хлопцями, він ніколи не мав офіційної посади та жодного впливу на Піночета. У своїх мемуарах Фрідман схвально описує заходи чиказьких хлопців та підтримує проведені ними реформи державних видатків, податкової системи та охорони здоров'я і пенсійного забезпечення. Чиказькі хлопці в своїх реформах спирались на праці Мілтона Фрідмана, особливо, на книжку капіталізм і свобода. Окрім загальної спрямованості на монетаризм та приватизацію державних підприємств, деякі реформи чиказьких хлопців були запропоновані чиказьким економістом Джеймсом Б'юкененом в наукових публікаціях, як, наприклад, запровадження освітніх ваучерів та створення персоніфікованих накопичувальних пенсійних фондів. Проте, економічна програма чиказьких хлопців в двох моментах істотно відрізнялась від порад Фрідмана. На відміну від порад Фрідмана, імпортні мита усувались поступово, а не раптово. Крім того, Серхіо де Кастро в кінці 1970-х зафіксував валютний курс всупереч порад Фрідмана. Австрійський економічний і суспільний історик Карін Фішер також вважає, що режим Піночета не займався банальним мавпуванням вчень чиказької школи. Були запозичені також ідеї Вірджинської школи політичної економії та австрійської економічної школи.

### Криза 1982–1983рр.

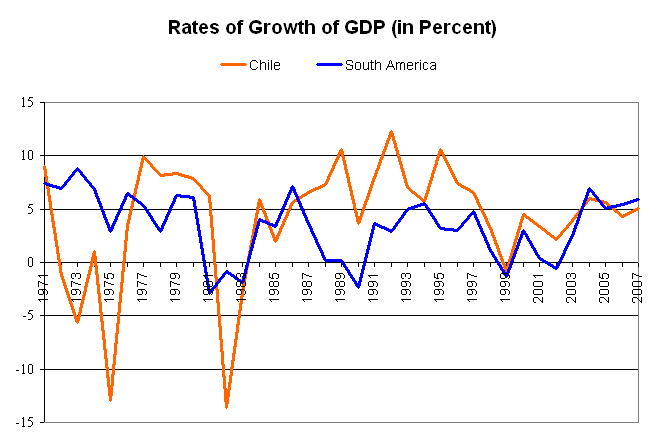
Зростання (%) валового внутрішнього продукту Чилі (помаранчевий) і середнє зростання Південної Америки (синій) (1971–2008). Спад 1973 р. під час правління Альєнде, спади 1975 і 1982 рр. під час правління Піночета.

В 1980 році здавалось, що успіх здійснених реформ беззаперечний. Завдяки гарним економічним показникам, чилійський експеримент і реформи Маргарет Тетчер перетворились не взірець для монетаристів і ринкових лібералів. В колонці в Newsweek 25 січня 1982 р. використав словосполучення «чилійське диво» для окреслення «економічного дива» (англ. economic miracle) — економічних реформ втілених в країні, і «ще більшим політичним дивом» (англ. even more amazing political miracle) було те, що військова хунта погодилась на проведення справжніх ринково-орієнтованих реформ.
Цей образ успішних реформ був заплямований економічною кризою 1982 року, яка потягнула за собою стрімке зменшення реальних доходів, зростання безробіття і крах фінансового ринку. З 50 приватних фінансових установ збанкрутувало 16.

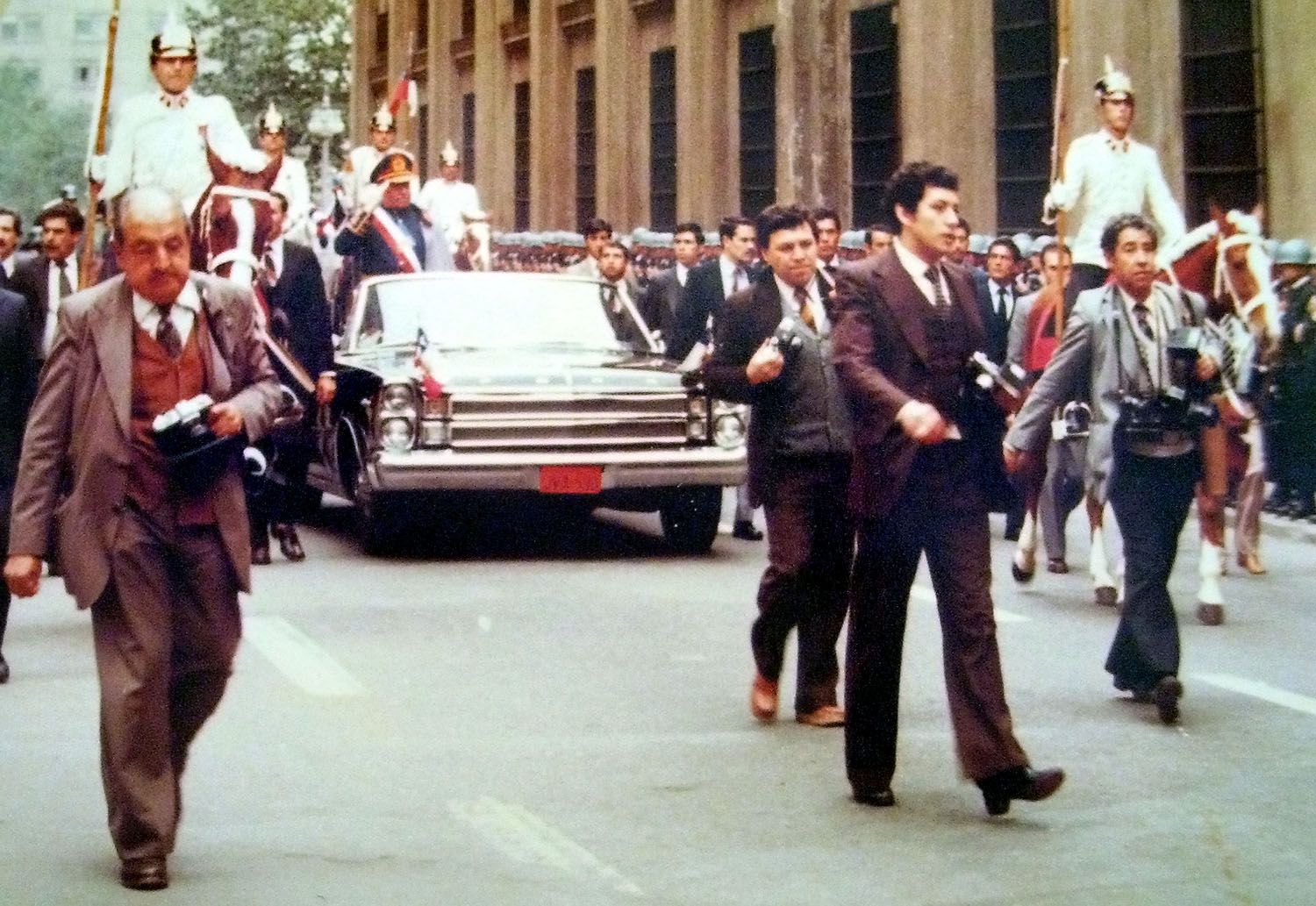
Святкування 9 річниці путчу в розпал банківської кризи, 1982 рік.

Вважається, що економічну кризу 1982–1983 років спричинило декілька внутрішніх та зовнішніх факторів. Жорстка прив'язка песо до американського долара призвела до великого припливу капіталу та завищення ціни песо. Як наслідок, обсяг експорту зменшився, а ринок був заповнений дешевшим імпортом. Надлишок пропозиції грошей через занижену облікову ставку центробанку, разом з недоліками регуляторної політики, спонукали до поширення серед банків ризикованих операцій. Багато чилійських банків належали конгломерату (т.зв. Grupo). Ці банки видавали кредити іншим підприємствам конгломерату на необґрунтовано сприятливих умовах. Якщо ці компанії висловлювали потребу в додаткових кредитах, банки відтерміновували плату за видані кредити або ж видавали нові, аби тільки підприємства уникли неминучого банкрутства.
В 1981 та 1982 роки значні обсяги капіталу були інвестовані чилійськими приватними та державними підприємствами закордон. Це зменшило запаси валютних резервів. Через другу нафтову кризу ціни на імпортовану Чилі нафту підстрибнули. Для приборкання інфляції ФРС США довелось підвищити облікову ставку, що, через жорстку прив'язку песо до долара, вплинуло і на банківську систему та залежну від кредитування економіку Чилі. Водночас, через спричинену нафтовою кризою глобальну економічну рецесію впали ціни і на основний експортний товар — мідь. Країна сповзла у глибоку економічну кризу, яка посилювалась крахом переобтяженою кредитами фінансової системи. Багато підприємств збанкрутіли.
На початку 1980-х інші країни Латинської Америки також переживали боргову кризу. Особливо постраждали в 1982 році Мексика, Бразилія та Аргентина. Боргова криза 1980-х років в Латинській Америці поставила під сумнів економічну політику структуралізму та індустріалізації імпортозаміщення, від якої Чилі відмовилась в 1975 році. Через зростання ціни на нафту на початку 1980-х років в кращому становищі опинились країни-експортери нафти, такі, наприклад, як Венесуела. Специфічне поєднання внутрішніх і зовнішніх чинників призвело до глибшої економічної кризи в Чилі в 1982–1983 роках в порівнянні з іншими країнами Латинської Америки.

### «Прагматичний неолібералізм» 1983–1990 років

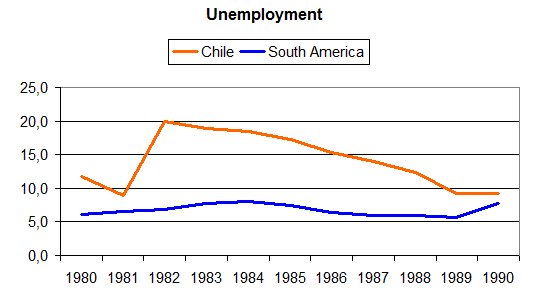
Динаміка рівня безробіття (%) Чилі (помаранчевий) і Південної Америки (синій). Крім того, внаслідок рецесії 1981–1982 рр. безробіття в Чилі досягло високого рівня. Деякі джерела оцінюють рівень безробіття в розпал рецесії близько 30 % Рівень безробіття в Південній Америці в 1980–1990 роки був в середньому 6.6 %

Економічна криза спричинила суспільні заворушення, так званий «монетаристський експеримент» був загально визнаний невдалим. Чиказькі хлопці втратили вплив на економічну політику країни.
Міністр фінансів Серхіо де Кастро запровадив в 1979 році систему фіксованих валютних курсів. Відтоді він зберігався незмінним, попри поради поміркованих економістів девальвувати песо через велику кількість банкрутств. Де Кастро відповідав тим, що мають залишитись тільки найсильніші та найбільш конкурентноздатні підприємства, але в 1982 році мав піти у відставку. Замість нього був призначений Рольф Людерс, який також отримав освіту в Чикагу, але виступав за державне втручання заради порятунку банків. Після націоналізації в 1982 році двох найбільших банків, в 1983 році було націоналізовано ще п'ять банків та два банки потрапили під державний контроль. Центральний банк мав заплатити за зовнішні борги. Критики висміювали ці кроки як «чиказький шлях до соціалізму», оскільки чиказькі хлопці націоналізували банки подібно до соціалістичного уряду Альєнде.
1983 довелося піти у відставку іншим міністрам, в тому числі міністру видобувної промисловості Хосе Піньєра,. Піночет призначав на міністерські пости практичних людей, спочатку це були переважно підприємці, пізніше — чиновники. В аграрній політиці нова команда встановила мінімальні закупівельні ціни та запровадила кредитні субвенції. Імпортні мита на сільськогосподарську продукцію були збільшені, в той час як експорт субсидувався. В цей період великий вплив отримав Ернан Бучі, через заперечення ринково-радикальних реформ до 1983 року отримав назву «прагматичний нео-лібералізм». В 1983 році Бучі обіймав посаду міністра державного планування (ODEPLAN), потім голови банківського нагляду, і в 1984 році Піночет призначив його міністром фінансів. У відповідь на фінансову кризу, він запропонував в 1982 році зміни до банківського законодавства, яке вимагало мінімальні резерви та встановлювало суворий нагляд за банками. Його політика приватизації, однак, була продовженням традицій чиказьких хлопців. Також продовжилось скорочення державних видатків, особливо на соціальні програми.
Міжнародні організації, такі як МВФ і Світовий банк в 1980-ті роки висунули вимоги повернення до суворої фіскальної політики та приватизації банків. Ближче до кінця диктатури Піночета чиказькі хлопці знову стали обіймати більш відповідальні посади та мали більший вплив на економічну політику.

### Демократизація
Під час диктатури Піночета багато чилійських економістів, які були критично налаштовані по відношенню діяльності чиказьких хлопців, були вимушені працювати або в міжнародних організаціях, таких, як ECLAC і МОП, або в приватних науково-дослідних інститутах, таких як Товариство досліджень Латинської Америки (CIEPLAN), оскільки багато економістів були звільнені з університетів, та навіть цілі факультети були розпущені. З початком демократизації багато з цих економістів змогли стати політиками та політико-економічними експертами і радниками. В економічній команді першого демократичного уряду християнського демократа Патрісіо Ейлвін 1990 з 23 членів тільки троє вчились в Чикаго, і лише одного з них, Андрес Санфуентес, президент Banco del Estado, вважають чиказьким хлопцем. Рікардо Френч-Девіс, ще один випускник чиказького університету з першої хвилі обміну студентами, будучи прихильником християнських демократів разом з Карлосом Массад був винятком серед чиказьких хлопців. Третім членом команди зі ступенем чиказького університету був майбутній президент Центрального банку Чилі Роберто Цалер, який в 1982 році публічно піддав критиці «зарозумілість науки і абсолютної істини» чиказьких хлопців.

### Підсумки
Радикальні реформ чиказьких хлопців були в період «прагматичного неолібералізму» та демократизації після 1990 року згладжені та доповнені банківським регулюванням і засобами соціальної політики. Орієнтація на ринок і вільну торгівлю, в принципі, збереглась, як при Бучі, так і при лівоцентристських урядах Рікардо Лагоса і Мішель Бачелет. Проте, лівоцентристські уряди здійснили перехід до більш прагматичної неоструктуралістської економічної політики.

## Подальша діяльність і глобальний вплив
Починаючи з 1983 чиказьких хлопців звільняють з державних посад і, особливо після демократизації режиму, вони стрімко втрачають свій вплив на політику в Чилі. Однак, їм вдалось зберегти присутність та вплив у економічних та суспільно-політичних аналітичних центрах.

### Чилі

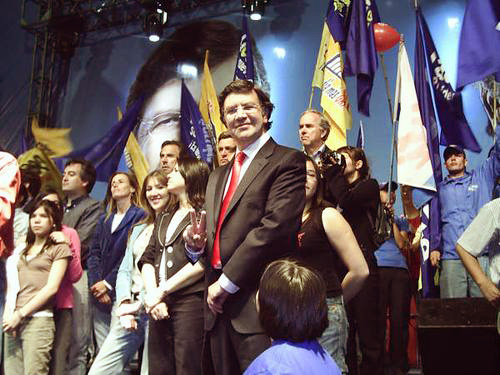
Хоакін Лавін, кандидат від Альянсу за Чилі на президентських виборах 2005 року.

Після банківської кризи 1982–1983 років чиказькі хлопці та Gremialistas заснували провладну партію Unión Demócrata Independiente (UDI), яка після демократизації (1989 рік) пішла в опозицію.
Деякі чиказькі хлопці після втрати посад на початку 1980-х та демократизації пішли працювати до університетів. Деякі інші пішли працювати в чилійських підприємствах та банках. Також деякі чиказькі хлопці стали міжнародними консультантами або ж стали працювати в аналітичних центрах. Наприклад, Хосе Піньєра надає консультації американському лібертаріанському Інституту Катона з питань пенсійної реформи. Хосе Піньєра вчився разом з братом Себастьяном в Гарварді, під час диктатури Піночета обіймав посаду міністра праці а пізніше міністра шахт, та належить до чиказьких хлопців.
Його брат Себастьян був одним з перших, хто став піддавати критиці політику чиказьких хлопців. На президентських виборах в Чилі (2005/2006 рр.) він обійшов чиказького хлопця Хоакін Лавіна (UDI), але програв у другому турі соціалістці Мішель Бачелет. Себастьян Піньєра переміг на президентських виборах 2010 року і призначив Хоакін Лавіна міністром освіти.

### Латинська Америка та решта світу
Протягом 1980-х і 1990-х років економісти, що отримали освіту в Чиказькому університеті (а згодом і в університетах так званої Ліги Плюща, таких як Гарвард і Массачусетський технологічний інститут) здобули політичний вплив в деяких країнах Латинської Америки з авторитарними режимами. В Мексиці це була група, до якої належали Франсиско Хіль Діас, а пізніше президент Карлос Салінас, котрі проводили ринкові реформи починаючи з 1985 року.
Під час правління хунти в Аргентині студент Мілтона Фрідмана Адольфо Сезар Діз служив головою центрального банка в 1981–1986 роки а потім консультантом Світового банку. За правління Карлоса Менема, головою центрального банка в 1991 році був призначений Роке Фернандес, який також отримав освіту в університеті Чикаго, в 1996 він був призначений міністром економіки. З середини 1990-х років на відповідальні економічно-політичні посади були призначені інші чиказькі хлопці.
Інші латиноамериканські військові режими, такі, як в Бразилії і Парагваї мали економічну політику майже повністю вільну від ідей чиказької школи.
Ів Дезалей і Брайант Гарт вважають, що обмін досвідом між США і Чилі не був однобічним, натомість, це була "чарівна історія експорту та імпорту, " формування основ вашингтонського консенсусу, які підготували структурні зміни, втілені Рональдом Рейганом. Світовий банк розглядав в 1980-ті роки економічні реформи чиказьких хлопців в Чилі як взірець для інших країн, але в 1990-ті роки більше уваги стало приділятись правам людини, демократичності, та залученню громадськості у розв'язання проблем. В 1998 році головний економіст Світового банку Джозеф Стігліц оголосив про кінець Вашингтонського консенсусу. Відтоді принципи належного урядування відіграють важливу роль серед вимог для міжнародного кредитування.

## Оцінки
Оцінки реформ, втілених чиказькими хлопцями, їхній вплив на економіку та політична легітимність, викликають запеклі суперечки серед економістів та соціологів. Представники чиказької школи, які підтримали чиказьких хлопців під час проведення реформ, звертають увагу на їхню увагу на критику з боку громадськості.

### Економічні і соціально-політичні аспекти

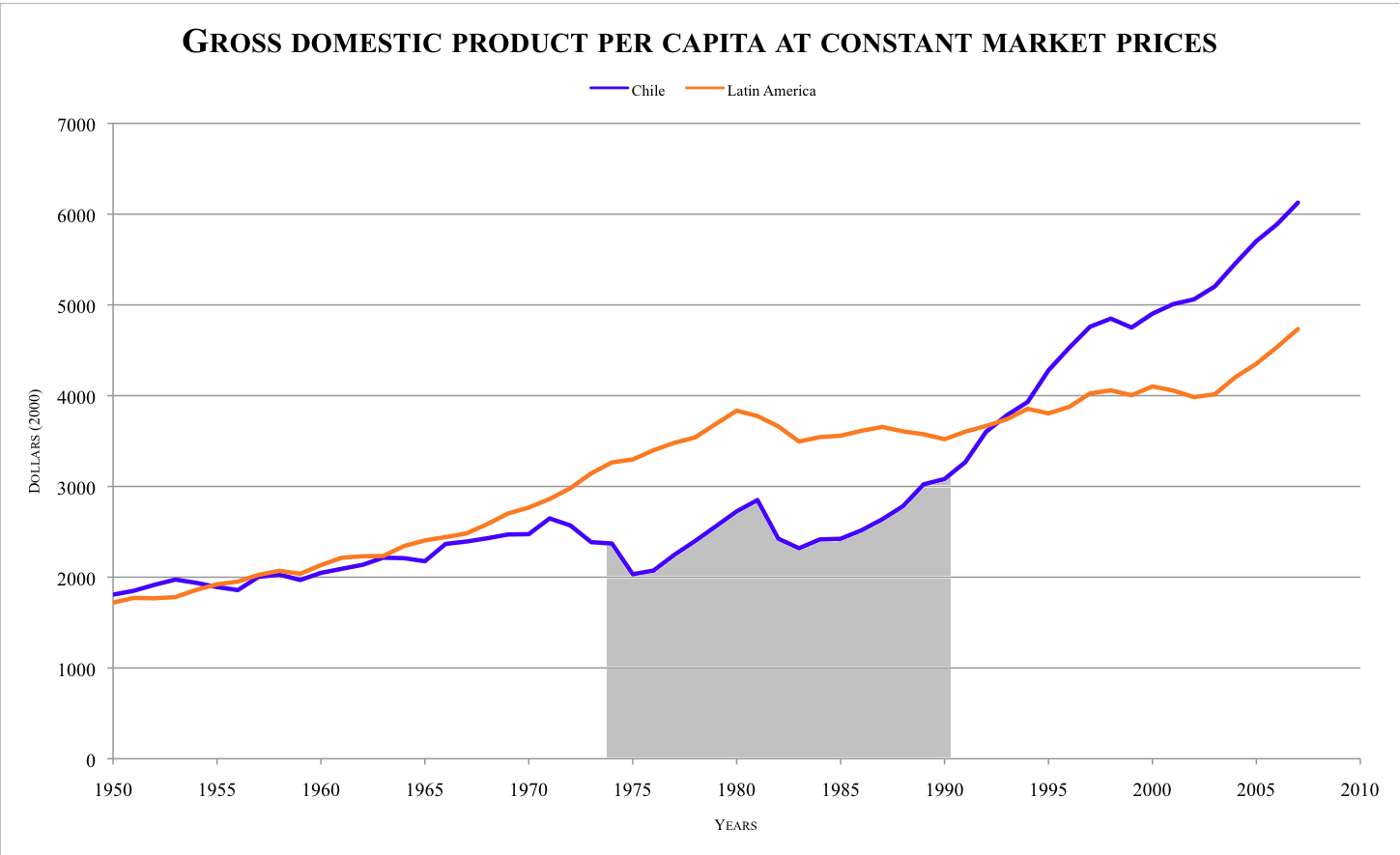
Розвиток внутрішнього валового продукту на душу населення Чилі (синій) і Південної Америки (помаранчевий) в доларах США (в поточних цінах). Період правління Піночета виділений сірим тлом.

Якщо чиказьким хлопцям ставлять у провину часткову відповідальність за фінансову кризу 1980-х, тоді слід і визнати їхні заслуги у створенні основ для невпинного економічного розвитку в подальшому. Серед основних здобутків ринкових реформ називають грошову стабільність і, починаючи з кінця 1980-х і початку 1990-х, стрімке зростання чилійської економіки. Тим не менш, їхні успіхи у віддаленій перспективі залишаються спірними. Вплив економічних реформ, втілених чиказькими хлопцями, на економічне зростання оцінюється по різному. Прихильники реформ посилаються на статистику, згідно з якою реальний ВВП Чилі з 1981 до 1990 року зріс на 2,7%, а за темпом зростання перевищив інші великі країни Латинської Америки, таких як Бразилія, Мексика, Венесуела, Аргентина і Перу. Інші автори відзначають, що реальне економічне зростання в період між початком 1970-х і кінцем диктатури в 1990 році було відносно низьким і нижче середнього для країн Латинської Америки. Через скорочення обсягів іноземних інвестицій та зменшення ВВП на душу населення в часи правління Піночета, деякі чилійські економісти відмовляються називати цей період «економічним дивом».
Також викликає суперечки вплив економічних реформ чиказьких хлопців на стан економіки у віддаленій перспективі. На думку Френч-Девіс, колишнього головного економіста Центрального банку Чилі а потім радника Економічної комісії ООН для Латинської Америки (ЕКЛАК), радикальний характер шокової терапії став завадою для вищих темпів зростання, а за періодами стрімкого зростання слідували важкі економічні кризи. Стійкого економічного зростання вдалось досягнути лише після переходу до прагматичної політики.
Економіст Джеймс М. Сайфер підкреслює, що під час масштабної приватизації 1975–1978 років підприємства продавались за заниженими цінами та потрапили під контроль декількох великих концернів. Як наслідок, в економіці спостерігалась подальша концентрація капіталу в руках великих Grupos.
Часткова приватизація системи охорони здоров'я призвела до збільшення людей без медичної страховки. В окремих випадках доводилось сплачувати великі суми за медичні послуги, а також через прогалини в системі медичного страхування, реформована медична система стала фактично дворівневою, та несла із собою непередбачувані великі фінансові ризики для пацієнтів.
Також стрімко загострились соціальні протиріччя. Статистичні дані свідчать про те, що видатки 20% найбіднішої верстви населення скоротились за перші роки реформ чиказьких хлопців. Споживчі видатки скоротились навіть для нижнього середнього класу та для середнього класу. Проте верхня частина середнього класу мала трохи більше видатків, а багаті 20% змогли істотно збільшити свої видатки:
| Домогосподарства            | 1969  | 1978   |
| --------------------------- | ----- | ------ |
| 20% (бідні)                 | $ 164 | $ 113  |
| 20% (нижчий середній клас)  | $ 255 | $ 203  |
| 20% (середній клас)         | $ 337 | $ 297  |
| 20% (верхній середній клас) | $ 443 | $ 456  |
| 20% (багаті)                | $ 862 | $ 1112 |

За час диктатури Піночета з 1973 по 1990 відбулось значне збільшення безробіття з майже 5% на понад 7 відсоткових пункти, безробіття зростало і з початком демократизації до 2000 р. Під час першої економічної кризи, до початку реформ чиказьких хлопців, рівень безробіття досяг 18%, під час другої кризи 1982 р., коли чиказькі хлопці вже втратили вплив, рівень безробіття досяг 25%.
| Рік                    | 1973 | 1974 | 1975 | 1976 | 1977 | 1978 | 1979 | 1980 | 1981 | 1982 |
| ---------------------- | ---- | ---- | ---- | ---- | ---- | ---- | ---- | ---- | ---- | ---- |
| Рівень безробіття (у%) | 4,7  | 9,2  | 18,3 | 19,2 | 18,1 | 13,8 | 13,4 | 13,2 | 20,0 | 25,0 |

Навіть прихильники реформ, такі як Гері Беккер визнають, що ринкові реформи не вирішили всіх суспільних проблем. Наприклад, згідно з дослідженням Світового банку, Чилі має вищий рівень нерівності в порівнянні з іншими країнами, частково через те, що видатки на освіту незаможних верств населення недостатні.

### Технократія і авторитаризм

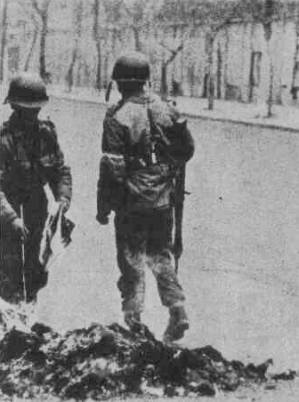
Спалення марксистської літератури в перші дні хунти. В листопаді 1986 року Піночет наказав спалити у Вальпараїсо 15000 примірників книги Гарсіа Маркеса.

Також викликає суперечки те, що ліберально-економічні, ринкові реформи були втілені технократами, або в умовах авторитаризму. Діяльність чиказьких хлопців часто характеризують як технократичну революцію «згори», яка не була обтяжена економічно-політичними проблемами. Чиказькі хлопчики прагнули створити суспільство, де панували би неоліберальні ринкові відносини (market approach), індивідуальна відповідальність замість етатичної залежності від держави. Цей напрямок ідеологій, який був закладений ще під час обміну студентами, дослідники Фонду Форда визнають в ретроспективі надто однобічним: інтереси країн, що розвиваються, неможливо задовольнити втіленням лише однієї точки зору.
Провал першого етапу радикальних реформ пояснюють тим, що підручники чиказької школи понад міру ідеологічні та технократичні. Через особливості авторитарного режиму, реформатори не відчували тиску, а тому могли і не враховувати думки зацікавлених груп та тих, кого торкаються ці реформи. З часом виник поділ праці між чиказькими хлопцями та військовою хунтою: перші займались розробкою та втіленням неоліберальних реформ, а другі посилювали свою владу та утримували під контролем невдоволених перетвореннями. Натомість, політолог Карлос Хунеус, що викладає в Католицькому університеті, на основі дослідження про ODEPLAN приходить до висновку, що поділу праці між економістами (яких він назвав «хлопці ODEPLAN») та греміалістами, але вони спільно діяли різними засобами для створення «захищеної демократії» (protected democracy). Важливим кроком в цьому напрямі стала розроблена лідером греміалістів Хайме Гусманом конституція, яка набула чинності в 1981 р. Ця конституція запозичила не лише назву «Конституції свободи» (ісп. La Constitución de la Libertad) Фрідріха фон Хаєка, а й важливі ідеї. Зокрема, в конституції велика увага приділена свободі в неоліберальному розумінні: приватна власність, вільне підприємництво, особисті права. Конституція мала захистити ці свободи від «атак тоталітаризму» та «демократичного втручання».
Північноамериканські економісти, такі як Мілтон Фрідман і Арнольд Харбергер, які попри порушення прав людини підтримали чиказьких хлопців, також зазнали гострої критики з боку колег. Розбіжність між політичною та економічної свободою за часів правління хунти, дозволило опозиційно налаштованим економістам додати негативний відтінок до «неолібералізму» та підкреслити його відмінність від класичного лібералізму, який (також згідно з поглядами Ф. Гаєка) вбачав обидва види свободи, політичний та економічний, неподільними.
На думку Орландо Летельера «репресії проти більшості і економічна свобода для невеличкої привілейованої групи були двома сторонами однієї медалі». Проте, на думку Себастьяна Едвардса, колишнього головного економіста Світового банку для країн Латинської Америки і Карибського басейну, який в часи хунти навчався в Католицькому та Чиказькому університетах: «чиказькі хлопці не брали участі в перевороті … всупереч твердженням деяких критиків, політика чиказьких хлопців не була жорсткою і догматичною, і не все населення було налаштоване проти. Так само помилково стверджувати, що чиказькі хлопці були союзниками військової хунти, яка захопила владу в 1973 році.»

## Склад групи
Патрісіо Сільва, серед інших, зараховує до чиказьких хлопців таких членів уряду та радників:
- Серхіо де ла Куадра (міністр фінансів 1982–1983)
- Серхіо де Кастро (1975–1976 міністр економіки, фінансів 1976–1982)
- Мартін Костабал (відповідальний за бюджет 1981–1984, міністр фінансів 1989–1990)
- Пабло Бараона (міністр економіки 1976–1979)
- Альваро Бардон (державний секретар в Міністерстві економіки 1982–1983)
- Марія Тереза Інфанте (міністр праці 1988–1990)
- Мігель Каст (1978–1980 міністр планування, міністр праці 1980–1982, голова центрального банку 1982)
- Роберто Келлі (міністр економіки 1978–1980)
- Феліпе Ламарка (директор податкової служби 1978–1984)
- Хоакін Лавін (радник міністерства планування, редактор ділової частини El Mercurio)
- Рольф Людерс (міністр економіки з 1982 по 1983 рік, міністр фінансів 1982)
- Хуан Карлос Мендес (відповідальний за бюджет 1975–1981, економіст Світового банку, 1982)
- Андрес Санфуентес (консультант Центрального банку та з питань державного бюджету)
- Хорхе Селуме (відповідальний за бюджет 1984–1989)
- Франциско Созу (CORFO 1975)
- Хуан Віларзу (відповідальний за бюджет 1973–1975, економіст Світового банку, Banco Concepción з 1978)

Чиказькі хлопці, що вчились в інших американських університетах:
- Ернан Бюхі (міністр фінансів 1985–1989, Колумбія MBA)
- Карлос Касерес (1982–1983 губернатор, міністр фінансів 1983–1984, міністр внутрішніх справ 1988–1990, Cornell MBA)
- Хорхе Кауас (міністр фінансів 1974–1976, Колумбія MA)
- Хосе Піньєра (міністр праці 1979–1980, міністр шахт 1980–1981, доктор філософії Гарвардського університету)